# Ascanio in Alba
Pour les articles homonymes, voir Ascanio.
 (octobre 2019).
Si vous disposez d'ouvrages ou d'articles de référence ou si vous connaissez des sites web de qualité traitant du thème abordé ici, merci de compléter l'article en donnant les références utiles à sa vérifiabilité et en les liant à la section « Notes et références ».

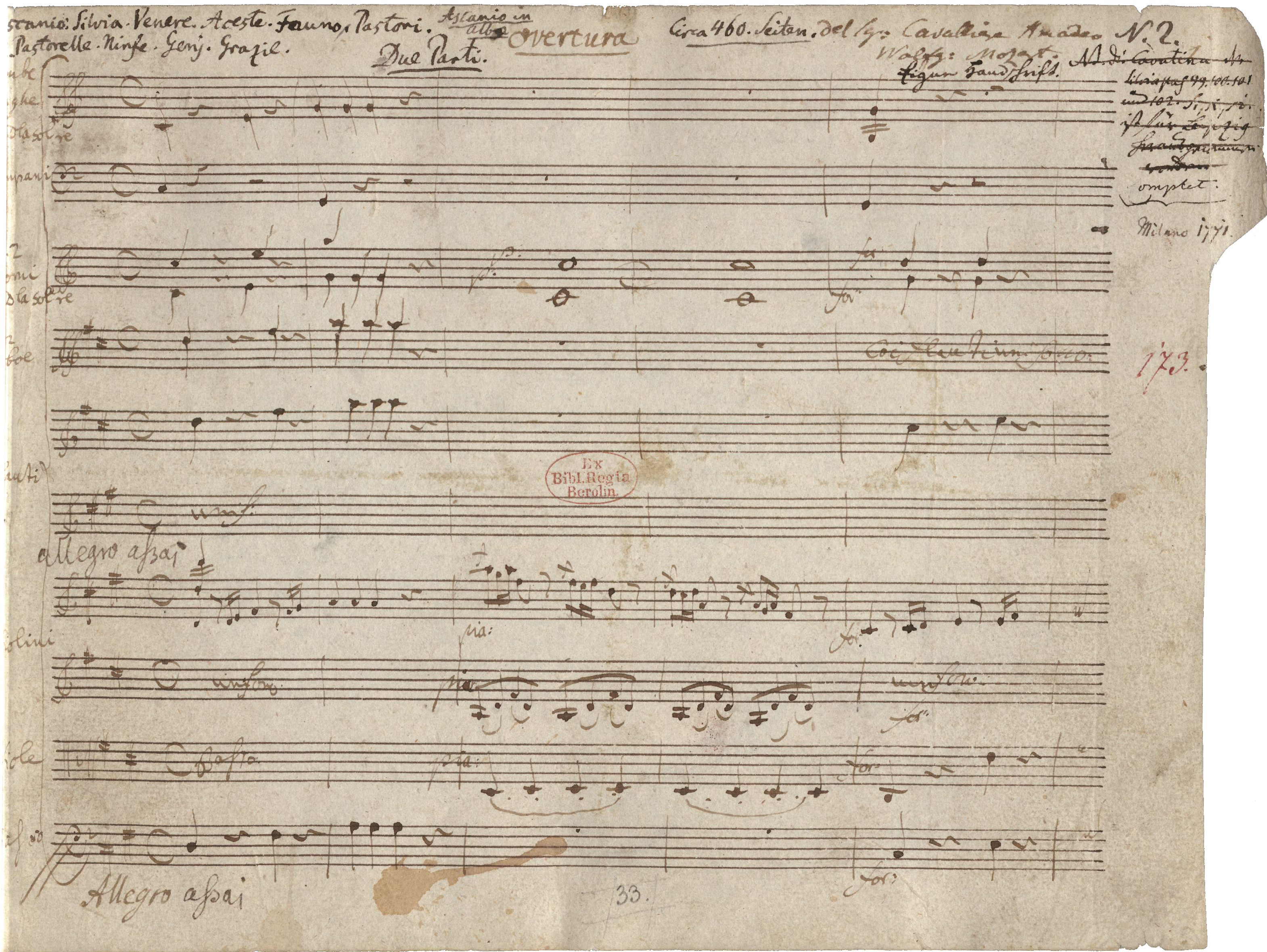
Manuscrit, 1re page

Ascanio in Alba, K. 111 est une serenata théâtrale en 2 actes, créée à Milan, au Regio Ducal, le 17 octobre 1771 pour le mariage de l'archiduc Ferdinand d'Autriche avec Marie-Béatrice d’Este, princesse de Modène, composée par Wolfgang Amadeus Mozart, sur un livret en italien de l'abbé Giuseppe Parini,.
Le jeune Wolfgang reçoit commande de cette « serenata théâtrale », œuvre courte, juste après son grand succès dans Mitridate. Il n'a que quelques courtes semaines pour composer cette pure distraction venant égayer le mariage en mettant les époux à contribution, tandis que l'opéra séria Ruggiero de  Johann Adolph Hasse, doit assurer le plat de résistance de la fête. Mais c'est l’œuvre de Mozart qui s'impose.

## Personnages
| Rôle                                       | Tessiture             | Créateur                      |
| ------------------------------------------ | --------------------- | ----------------------------- |
| Venere (Vénus)                             | Soprano               | Geltrude Falcini              |
| Ascanio, son petit-fils, descendant d'Énée | castrat mezzo-soprano | Giovanni Manz(u)oli           |
| Silvia, une nymphe, descendante d'Hercule  | Soprano               | Antonia Maria Girelli Aguilar |
| Aceste, un prêtre de Vénus                 | Ténor                 | Giuseppe Tibaldi              |
| Fauno, un berger                           | castrat soprano       | Adamo Solzi                   |
| Bergers et Bergères, Peuple                | Chœur                 |                               |

## Argument

### Acte I
La scène d’ouverture montre Vénus et Ascanio, le fils d’Enée. La déesse vante les charmes d’Alba et invite son fils à y aller et à y régner. Elle le presse de ne pas révéler son identité à Silvia, une nymphe avec qui il est fiancé, mais de se présenter à elle sous une fausse identité pour tester sa vertu. Pendant que les bergers appellent le souverain qu’on leur a promis, Fauno révèle que le visage souriant d’Aceste, un prêtre, est un signe que le jour sera un jour de grand bonheur. Obéissant à la déesse, Ascanio prétend être un étranger attiré par les beautés de l’endroit. Aceste dit aux bergers que leur vallée va être le site d’une ville magnifique et qu’ils vont avoir un souverain, Ascanio, avant la fin du jour. Il informe aussi Silvia qu’elle sera l’épouse d’Ascanio, mais elle répond qu’elle aime déjà un jeune homme qu’elle a vu dans un rêve. Le prêtre la rassure, disant que le jeune homme de son rêve ne peut être qu’Ascanio. Vénus apparaît alors à Ascanio et lui demande de tester la jeune fille un peu plus longtemps avant de révéler sa vraie identité.

### Acte II
Ascanio aperçoit Silvia parmi les bergers et essaie de lui parler. La jeune fille reconnait immédiatement le jeune homme de ses rêves. Fauno intervient et suggère à « l’étranger » (Ascanio) qu’il devrait s’en aller et annonce la construction d’Alba par des génies. Convaincue que l’étranger n’est pas Ascanio, Silvia part en courant en déclarant qu’elle n’épousera personne d’autre. Aceste console Silvia, disant que ses tribulations sont sur le point de s’achever. Vénus est invoquée dans un chœur. Silvia et Ascanio ajoutent leurs voix au chœur et la déesse descend sur son char entouré de nuages. Vénus réunit les deux amoureux et explique comment elle a incité son petit-fils à découvrir la vertu de sa fiancée. Aceste prononce un serment de fidélité et loyauté à Vénus, qui se retire alors. Il reste seulement à Ascanio à perpétuer la race d’Enée et à mener la ville d’Alba à la prospérité.

## Grands airs
- « Ah di sì nobil » - Ascanio (acte I)
- « Al chiaror di que' bei rai » - Venus (acte I)
- « Cara, lontano » - Ascanio (acte I)
- « Come è felice stato » - Silvia (acte I)
- « L'ombra de rami tuoi » - Venus (acte I)
- « Per la gioja in questo seno » - Aceste (acte I)
- « Se il labbro più no dice » - Fauno (acte I)
- « Si, ma d'un altro amore » - Silvia (acte I)
- « Al mio ben mi veggio avanti » - Ascanio (acte II)
- « Dal tuo gentil sembiante » - Fauno (acte II)
- « Infelici affetti miei » - Silvia (acte II)
- « Sento che il cor mi dice » - Aceste (acte II)
- « Spiega il desio le pinme » - Silvia (acte II)
- « Torna mia bene » - Ascanio (acte II)